# ロシア連邦道路A370
ロシア連邦道路 A370（ロシアれんぽうどうろ A370、ロシア語: Федера́льная автомоби́льная доро́га А370 «Уссу́ри» 2018年1月1日までロシア連邦道路M60）または連邦道路ウスリーは、ロシア連邦のハバロフスクとウラジオストクを結ぶロシア連邦道路である。ハバロフスク地方、沿海地方を経由する。総距離は760km。一部のルートがアジアハイウェイ6号線、アジアハイウェイ30号線に指定されている。

## 路線状況

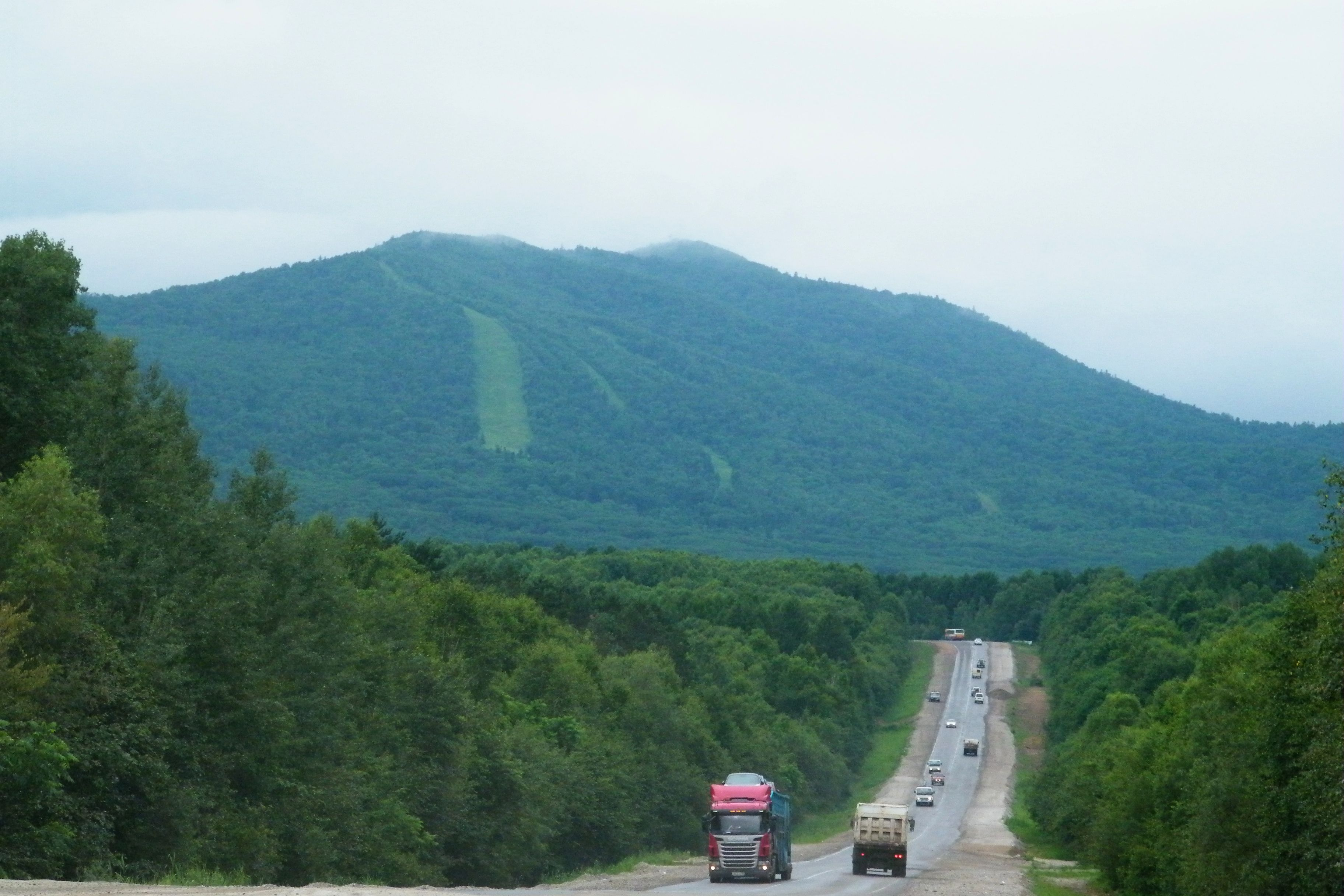
ハバロフスク地方。山の斜面はスキー場

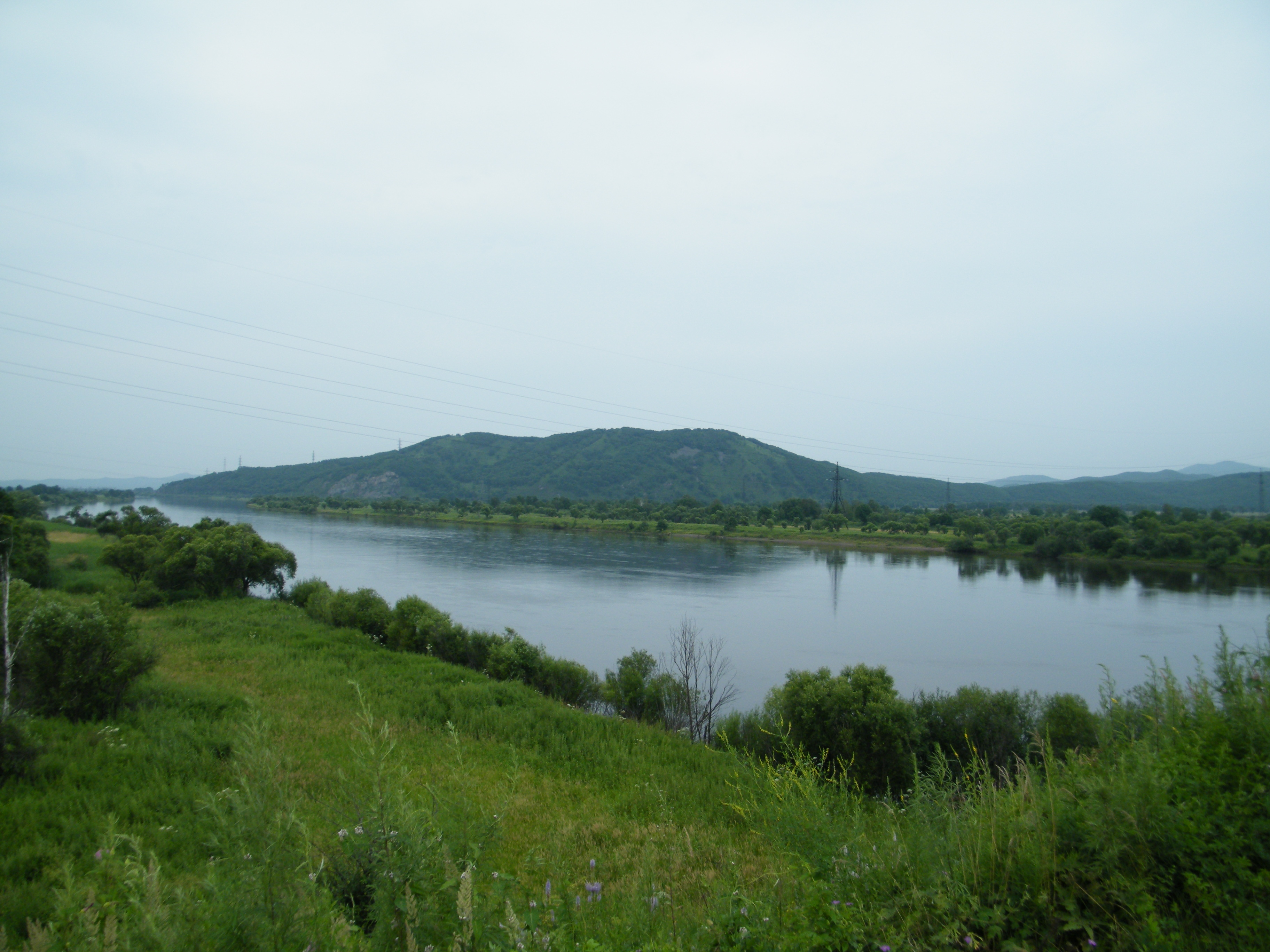
ビキン川

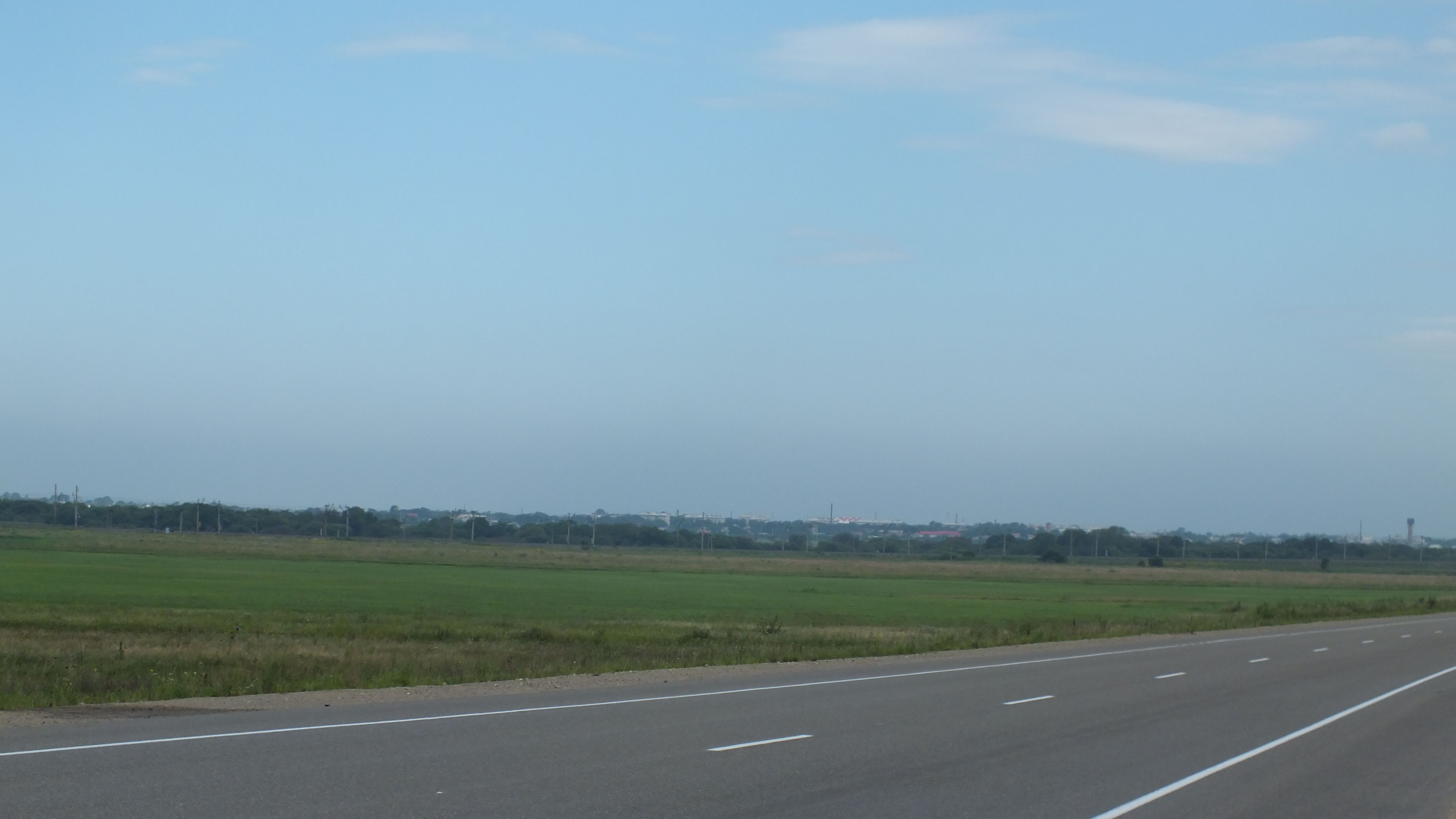
ミハイロフカ村

全線アスファルトで舗装されている。ハバロフスクを出るとヴャーゼムスキーなどを通って沿海地方に入りスパッスク＝ダリニーなどを通ってウラジオストクに至る。1933年にソ連労働防衛議会の決議により建設が決定し、ソ連内務人民委員部極北地方建設総局によって計画された。実際にそれが承認されたのは1934年の第17回党大会で第二次五カ年計画が決定した事による。実際の建設はウラジオストクからダリネレチェンスクはロストフ・ナ・ドヌの道路工兵旅団、そこからハバロフスクまではキエフの旅団によって進められた。